# 尼泊爾鐵路
尼泊爾鐵路（英語：Nepal Railways）是在尼泊爾經營的客運列車服務國有企業。目前經營從印度賈納加爾到尼泊爾賈納克布爾28公里線路的客運服務。